# ФК Велбъжд (Кюстендил)
Велбъжд (Кюстендил) пренасочва насам.  За отбора, съществувал от 2004 до 2009 г., вижте ПФК Велбъжд (Кюстендил).
„Велбъжд“ е футболен клуб от град Кюстендил, който участва в ОГ Кюстендил (Четвърта аматьорска футболна лига). Основан е през 1919 г. Домакинства на стадион „Осогово“ с капацитет 10 000 места.
„Велбъжд“ е трикратен бронзов медалист в А РФГ през сезоните 1998/99 и 1999/00 и в ВПФЛ сезон 2000/01. Освен това е финалист за Купата на България през 2000/01.
През 2024 отборът се обединява с ФК „Кюстендил“, като се превръща в сателит и остава в четвърта лига.

## Успехи
А РФГ и ВПФЛ
- Бронзов медалист (3 пъти) –  1998/99, 1999/00, 2000/01

Купа на България
- Финалист (1 път като Велбъжд) – 2000/01

## История
Клубът е създаден през 1919 г. под името „Велбъжд“. Година по-късно се преименува на „Моцион“. Между 1928 г. и 1940 г. носи името „Борислав“, а от 1940 г. до 1945 г. – „Пауталия“.
През 1945 г. футболният клуб в Кюстендил е преименуван на „Червено знаме“. Под това име през 1954 г. за първи път печели право на участие в А РФГ, но записва само един сезон в първото ниво на родния футбол. Завършва на 12-о място от общо 14 отбора в групата и изпада във втора дивизия.
През 1956 г., след обединение на „Червено знаме“ със „Спартак“ и всички останали спортни организации в града, клубът е преименуван на „Левски“. След това за кратко време носи имената „Осогово“ и „Осоговец“. През 1970 г. след обединение с „Миньор“ (Кюстендил) приема името, с което е основан – „Велбъжд“.
В средата на 90-те години клубът е поет от Георги Илиев и е преименуван на „Левски“ (Кюстендил) в началото на сезон 1994/95. Следва най-успешния период в историята на тима от Кюстендил. През сезон 1994/95 отборът завършва убедително на 1-во място в Южната Б РФГ и печели промоция за А РФГ след 41-годишна пауза. През първите два сезона в елита – 1995/96 и 1996/97 кюстендилци заемат 8-ото място в крайното класиране, а през 1997/98 финишират на 6-а позиция.
През 1998 г. за треньор е назначен Димитър Соколов. Под негово ръководство през сезон 1998/99 отборът завършва на 3-тото място след „Литекс“ (Ловеч) и „Левски“ (София). Постижението е повторено и през следващия сезон 1999/00, преди който клубът приема отново името Велбъжд. През същия сезон нападателят на тима Михаил Михайлов става голмайстор на първенството с 20 попадения.
През лятото на 2000 г. за треньор е назначен Димитър Димитров – Херо. Под негово ръководство „Велбъжд“ за трети пореден сезон заема 3-тата позиция в А РФГ, а освен това достига и до финала за Купата на България. На 24 май 2001 г. отборът губи с 0:1 след продължения от „Литекс“ (Ловеч) на столичния стадион „Локомотив“.
Дни по-късно собственикът на клуба Георги Илиев закупува акциите на „Локомотив“ (Пловдив). На 23 юли 2001 г. се провежда общо събрание на акционерите на двете дружества, на което се взема решение за заличаване на регистрацията на Локомотив и за преименуване на Велбъжд в Локомотив. Кюстендилският отбор поема всички пасиви и активи на пловдивския, а клубът с новото регистрирано име заема мястото на Велбъжд в А РФГ. Седалището на клуба е преместено от Кюстендил в Пловдив.
„Велбъжд“ възстановява съществуването си след обединение със „Стефанел“ (Дупница) и през сезон 2001/02 участва в Югозападната В РФГ с лиценза на дупнишкия клуб. През следващото десетилетие клуба от Кюстендил неизменно е участник в третото ниво на родния футбол, като предимно се класира в средата на таблицата.
През сезон 2024/25 отборът се обединява с ФК „Кюстендил“, като „Велбъжд“ става сателит на отбора. 

## Участия в ЕКТ
Интертото
| Сезон | Турнир    | Етап   | Страна | Отбор         | Домакин | Гост | Резултат |
| ----- | --------- | ------ | ------ | ------------- | ------- | ---- | -------- |
| 2000  | Интертото | 1 кръг |        | Колеж Дъблин  | 0:0     | 3:3  | 3:3      |
| 2000  | Интертото | 2 кръг |        | Сигма Оломоуц | 2:0     | 0:8  | 2:8      |

## Участия в „А“ група
| Сезон   | Място | Мачове | Победи | Равни | Загуби | Голова разлика | Точки |
| ------- | ----- | ------ | ------ | ----- | ------ | -------------- | ----- |
| 1954    | 12    | 26     | 7      | 6     | 13     | 19ː50          | 20*   |
| 1995/96 | 8     | 30     | 10     | 7     | 13     | 27ː37          | 37    |
| 1996/97 | 8     | 30     | 13     | 3     | 14     | 51ː52          | 42    |
| 1997/98 | 6     | 30     | 15     | 1     | 14     | 45ː40          | 46    |
| 1998/99 | 3     | 29     | 18     | 3     | 8      | 57ː29          | 57**  |
| 1999/00 | 3     | 30     | 17     | 4     | 9      | 52ː32          | 55    |
| 2000/01 | 3     | 26     | 18     | 3     | 5      | 48ː29          | 57    |

* за победа са били присъждани 2 точки, а за равен 1 точка.

** анулиран е мача с ЦСКА в Кюстендил. От ЦСКА обвиняват, че техни футболисти са били пребити в тунела и не излизат за второто полувреме. Резултата на полувремето е 0 – 1.

## Почетни листи в А РФГ
| Място | Име             | Мачове |
| ----- | --------------- | ------ |
| 1     | Пламен Петров   | 123    |
| 2     | Михаил Михайлов | 117    |
| 3     | Красимир Петков | 101    |
| 4     | Бойко Величков  | 91     |
| 5     | Илиан Стоянов   | 90     |

| Място | Име              | Голове |
| ----- | ---------------- | ------ |
| 1     | Михаил Михайлов  | 52     |
| 2     | Пламен Петров    | 41     |
| 3     | Бойко Величков   | 26     |
| 4     | Христо Марашлиев | 21     |
| 5     | Велко Христев    | 11     |

- Общо в „А“ и „Б“ група с най-много мачове за отбора е Владимир Владимиров – 314 мача, а с най-много голове е Милчо Смилянов – 67 гола.